# Sunyer I de Barcelona
Sunyer I de Barcelona (Girona, ca. 890 - La Grassa, 950) fou comte de Barcelona i de Girona (911-947) i comte d'Osona (911-939 i 943-947).

## Família
Fill de Guifré el Pelós i Guinidilda d'Empúries, i germà de Guifré II de Barcelona, Sunifred II d'Urgell i Miró II de Cerdanya.
|  |                       |  |  |  |  |  |  |  |  |  |  |  |  |  |  |  |
|  | Sunifred I d'Urgell   |  |  |  |  |  |  |  |  |  |  |  |  |  |  |  |
|  |                       |  |  |  |  |  |  |  |  |  |  |  |  |  |  |  |
|  |                       |  |  |  |  |  |  |  |  |  |  |  |  |  |  |  |
|  | Guifré I de Barcelona |  |  |  |  |  |  |  |  |  |  |  |  |  |  |  |
|  |                       |  |  |  |  |  |  |  |  |  |  |  |  |  |  |  |
|  |                       |  |  |  |  |  |  |  |  |  |  |  |  |  |  |  |
|  | Ermessenda            |  |  |  |  |  |  |  |  |  |  |  |  |  |  |  |
|  |                       |  |  |  |  |  |  |  |  |  |  |  |  |  |  |  |
|  |                       |  |  |  |  |  |  |  |  |  |  |  |  |  |  |  |
|  | Sunyer I de Barcelona |  |  |  |  |  |  |  |  |  |  |  |  |  |  |  |
|  |                       |  |  |  |  |  |  |  |  |  |  |  |  |  |  |  |
|  |                       |  |  |  |  |  |  |  |  |  |  |  |  |  |  |  |
|  | Gunilda d'Empúries    |  |  |  |  |  |  |  |  |  |  |  |  |  |  |  |
|  |                       |  |  |  |  |  |  |  |  |  |  |  |  |  |  |  |
|  |                       |  |  |  |  |  |  |  |  |  |  |  |  |  |  |  |

Es casà en primeres núpcies amb Aimilda l'any 914 qui infantà Gudinilda de Barcelona (915-960), casada amb Hug I, comte de l'alt Carcí.
L'any 925 es va casar en segones núpcies amb Riquilda de Tolosa, filla del comte de Roerga Ermengol, i van tenir cinc fills:
- Ermengol I d'Osona (925-943), comte d'Osona.
- Miró I de Barcelona (926-966), comte de Barcelona.
- Borrell II de Barcelona (927-992), comte de Barcelona.
- Adelaida de Barcelona (928-v955), casada amb el seu oncle Sunifred II d'Urgell i posteriorment abadessa del Monestir de Sant Joan de les Abadesses.
- Gausfred de Barcelona (fl. 986).

## Biografia política
Des de la mort del seu pare, el 897, va estar associat al govern sota la tutela de Guifré II de Barcelona i a partir de la mort d'aquest, sense descendència masculina, el 911, va governar els comtats de Barcelona, Girona i Osona.
En les relacions exteriors, va abandonar l'actitud defensiva habitual entre els comtes catalans i lluità contra els sarraïns a Lleida i Tarragona, alhora que mantingué relacions diplomàtiques amb Còrdova. Eixamplà i repoblà, a partir de 929, el seu comtat pel Penedès fins a Olèrdola).

### Ràtzia de 912 i expedició de resposta del 914
El 912, el valí musulmà de Lleida, Muhàmmad al-Tawil, va dirigir un atac contra el comtat de Barcelona que va derrotar els exèrcits de Sunyer a la vall de Tàrrega. Però el 914, Sunyer va organitzar una expedició de resposta que va donar mort a Muhàmmad al-Tawil.

### Comtat de Besalú
En morir el seu oncle Radulf I de Besalú, vers el 920, va sorgir un conflicte entre Sunyer I i el seu germà gran Miró II de Cerdanya per la possessió del comtat de Besalú. Al final es va decidir incorporar Besalú a Cerdanya i a canvi Miró II renunciava a les seves aspiracions al comtat de Barcelona.

### Ràtzia del 935 i expedició de resposta del 936
El mes de juny de 935 un estol musulmà comandat per Abd al-Màlik ibn Said ibn Abi Hamama va atacar els Comtats de Barcelona, Girona i Empúries. Com a resposta a l'atac de l'any anterior, Sunyer i Gausfred d'Empúries atacaren les terres de Turtuixa i Balànsiya el 936, donant mort al cadi de Balànsiya i sotmetent Turtuixa a tribut, que pagà fins al 945. En 936 reconegué Lluís IV de França com el seu sobirà. La frontera avança cap al sud i Tarraquna fou temporalment abandonada pels musulmans, quedant possiblement en terra de ningú, tot i que en 971 la butlla del papa Joan XIII la cita en mans dels musulmans.
En política interior, va protegir i enfortir les institucions eclesiàstiques concedint-los terres i tributs i estimulà el repoblament del comtat d'Osona.

## Títols i successors
El 947 va cedir el govern dels seus dominis als seus fills i professà com a monjo al monestir de Santa Maria de la Grassa.
| Sunyer I de Barcelona Casal de BarcelonaNaixement: c. 890 Mort: Sant Pere de Rodes?, 950 | |                                                                    |
| Títols                                                                                   | |                                                                    |
| Precedit per: Guifré II de Barcelona (germà major)                                       | Comte de Barcelona (Llista de comtes de Barcelona) Comtat de Barcelona, Comtat de Girona, Comtat d'Osona, Comtat de Manresa (911–947) | Succeït per: Miró I de Barcelona i Borrell II de Barcelona (fills) |